# Ron van der Hoff
Ron Luitjen Lucia van der Hoff (Venray, 26 de marzo de 1978) es un deportista neerlandés que compitió en tiro con arco, en la modalidad de arco recurvo.
Ganó tres medallas en el Campeonato Europeo de Tiro con Arco al Aire Libre entre los años 2002 y 2008. Participó en los Juegos Olímpicos de Atenas 2004, ocupando el quinto lugar en la prueba de equipo.

## Palmarés internacional
| Campeonato Europeo al Aire Libre | Campeonato Europeo al Aire Libre | Campeonato Europeo al Aire Libre | Campeonato Europeo al Aire Libre |
| Año                              | Lugar                            | Medalla                          | Prueba                           |
| -------------------------------- | -------------------------------- | -------------------------------- | -------------------------------- |
| 2002                             | Oulu (Finlandia)                 | Medalla de plata                 | Equipo                           |
| 2004                             | Bruselas (Bélgica)               | Medalla de oro                   | Equipo                           |
| 2008                             | Vittel (Francia)                 | Medalla de bronce                | Equipo                           |